# ヴェーラー合成
ヴェーラー合成（ヴェーラーごうせい、英：Wöhler synthesis）は、有機化学における合成法の一つで、シアン酸アンモニウムを尿素へ変換する手法である。この化学反応は、1828年にフリードリヒ・ヴェーラーによって発見され、現代有機化学の出発点であると考えられている。しかし、ヴェーラーの反応はシアン酸アンモニウムの変換に関係するが、この塩は不安定中間体として生ずるだけである。ヴェーラーは、最初の出版物では別の反応物の組み合わせ（シアン酸とアンモニア、シアン酸銀と塩化アンモニウム、シアン酸鉛とアンモニア、シアン酸水銀とシアン酸アンモニウム）で反応を立証した。
実際には、シアン酸カリウムと塩化アンモニウムの溶液を使って反応は立証される。これらの溶液を混ぜ、加熱して再び冷やす。化学変化の証明にはシュウ酸溶液が用いられ、シュウ酸化尿素の白色沈殿が得られる。
代わりにシアン酸鉛とアンモニアを使っても反応を行うことができる。実際には複分解でシアン酸アンモニウムが形成している。
{\displaystyle \mathrm {Pb(OCN)_{2}+2H_{2}O+2NH_{3}\rightarrow 2NH_{4}OCN+Pb(OH)_{2}} }
シアン酸アンモニウムはアンモニアとシアン酸に化学分解する。求核付加反応を起こして尿素となると互変異性により異性化する。
{\displaystyle \mathrm {NH_{4}OCN\rightarrow NH_{3}+HOCN\leftrightarrow (NH_{2})_{2}CO} }